# Штур, Людовит Велислав
Людовит Велислав Штур (словацк. Ľudovít Štúrо файле [ˈʎudoviːt ˈʃtuːr], в своё время известный как словац. Ludevít Velislav Štúr и венг. Stúr Lajos; 29 октября 1815, Угровец у Бановец-над-Бебравой — 12 января 1856, Модра близ Братиславы) — словацкий поэт, филолог, журналист, историк, общественный деятель. Был идеологом словацкого национального возрождения в XIX веке, автор словацкого языкового стандарта, в конечном счете приведшего к современному словацкому литературному языку, организатор словацких революционных кампаний в течение Революции 1848—1849 годов в Венгрии, депутат парламента Королевства Венгрии, политический деятель, поэт, журналист, издатель, преподаватель, философ и лингвист.

## Биография

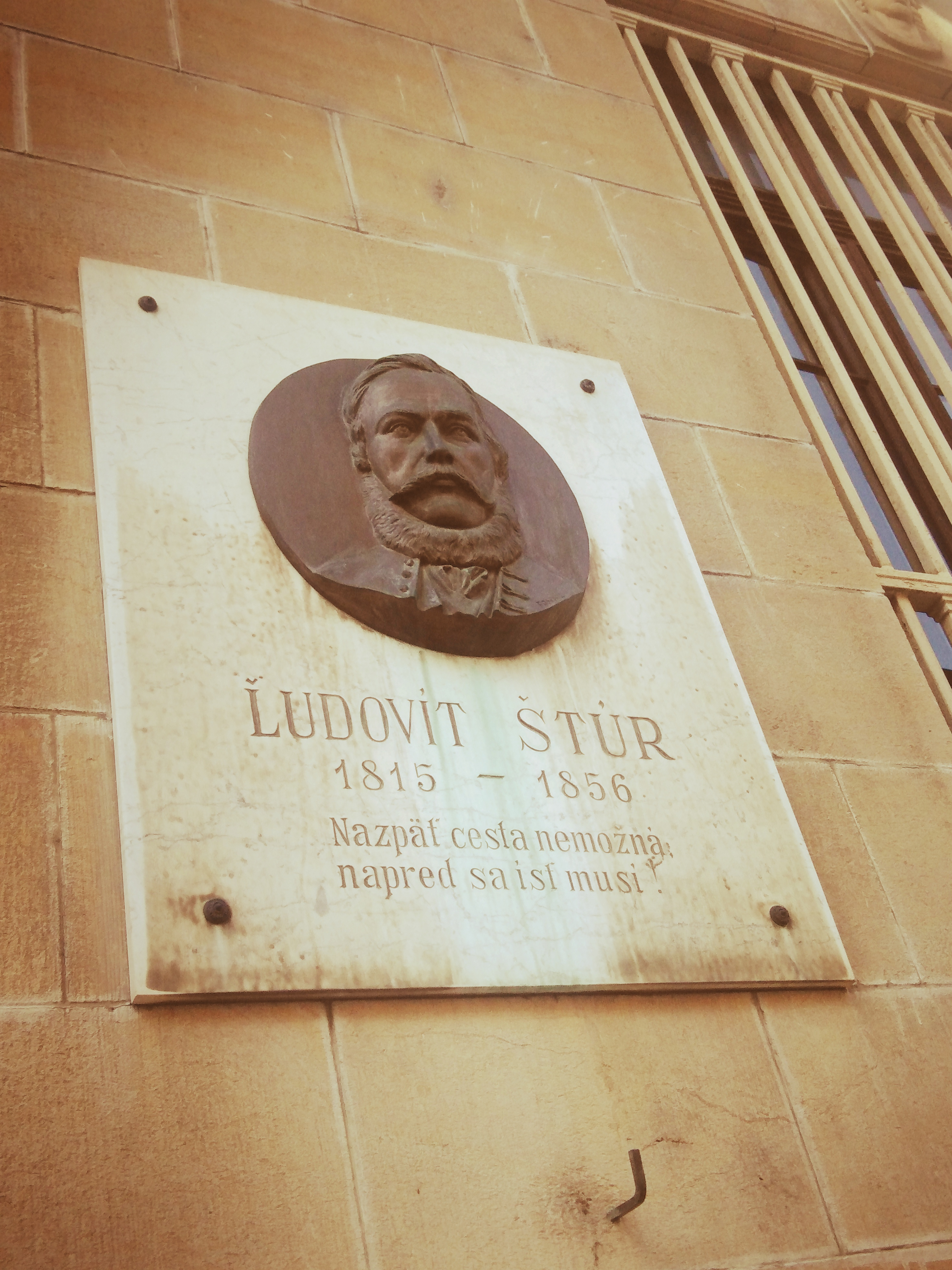
Цитата Людовита Штура «Назад дороги нет, нужно идти вперёд» на улице Штурова в Братиславе

Людовит Штур родился 29 октября 1815 года в местечке Угровец на севере Австрийской империи (современная Словакия), в семье бедного сельского учителя протестантского исповедания. Учился в гимназии в Рабе, затем в евангелическом лицее в городе Пресбурге (нынешняя Братислава), где он присоединился к славянскому (словацкому) литературному обществу.

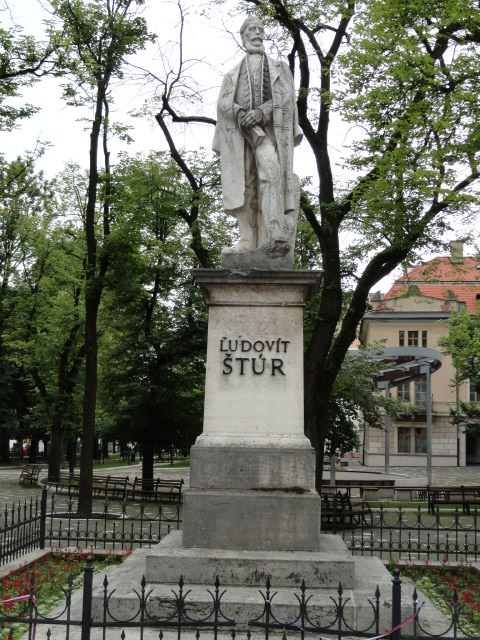
Памятник Л.Штуру в г. Левоча

Окончив курс богословия, Штур некоторое время замещал профессора Юрия Палковича на кафедре чешско-словацкого языка и литературы. Тогда же ему пришлось чуть не единолично вести дело словенского общества, старшие члены которого покинули Пресбург. В 1838 году оно было закрыто правительством. Штур отправился в Галле и там занимался историко-политическими науками и сравнительным изучением славянских языков под руководством Потта. Вернувшись в Пресбург, он опять замещал Палковича, пробуждая национальное чувство в своих учениках из словаков, и этим навлек на себя ненависть мадьяр. Дважды против него возбуждались уголовные дела, но обвинения не подтверждались. Тем не менее церковный совет, в силу своего патроната над лицеем, в 1844 года отстранил Штура от преподавательской деятельности. Огорченные отставкой своего учителя, многие ученики покинули Пресбург и пошли доучиваться в другие города.
В середине XIX века благодаря усилиям словацкой протестантской интеллигенции в лице Людовита Штура, Йозефа Гурбана и Михала Годжи был кодифицирован и введен в жизнь новый вариант литературного словацкого языка, названный впоследствии «штуровщиной». Его исходной базой является среднесловацкий культурный интердиалект. Новый литературный язык, в отличие от бернолаковщины, представляет собой систему среднесловацкого типа. В 1844 году на нём были опубликованы первые произведения, а с 1845 по 1848 год издавалась «Словацкая народная газета» (Slovenské národnje Novini) с литературным приложением «Татранский Орёл» (Orol Tatranski).
В 1846 году вышли в свет основные лингвистические труды Л. Штура («Словацкое наречие, или необходимость писать на этом наречии», «Наука словацкого языка»). Нормы штуровского литературного языка в большей мере, чем языка бернолаковского, соответствовали живой народно-разговорной речи словаков.
В литературно-эстетических воззрениях абсолютизировал фольклор как выражение национального духа и национальной культурной традиции («О народных песнях и повестях племен славянских», 1853). В поэзии разрабатывал жанры патриотической лирики и эпики (сб. «Лирика и песни», 1853, поэмы «Святобой», «Матуш из Тренчина», обе — 1853 год).
Когда в Венгрии улеглась революционная буря, Штур отдалился от политической деятельности и жил в уединении, занимаясь воспитанием детей своего брата Кароля, также словацкого патриотического писателя, не оставляя при этом и литературу. В это время он издал «Zpĕvy и pisnĕ» (Пресбург, 1853), чешскую книжку «О narodnich pisnich a povĕstech plemen slovanských» (Прага, 1853) и труд на немецком языке, содержащий в себе обстоятельное изложение его панславистских теорий; этот труд издан по-русски В. И. Ламанским под заглавием «Славянство и мир будущего. Послание славянам с берегов Дуная». Из собственно поэтических произведений Штура, изданных в вышеупомянутых «Spevy», более других ценятся поэмы «Святобой» и особенно «Матвей Тренчанский» (Matuš z Trenčini).
Людовит Велислав Штур умер 12 января в 1856 года в городке Модра от раны, которую нанёс себе ранее (в декабре) по неосторожности во время охоты, неосторожно обращаясь с ружьём.
Его старший брат Кароль (1811—1851) также посвятил себя словацкой литературе и педагогике; он неоднократно издавался в «Татранском Орле» своего младшего брата и в других изданиях.

## Сочинения
- - Dielo, zv. 1 — 6, Brat., 1954 — 59;
  - Listy, zv. 1 — 3, Brat., 1954 — 60;
- в русском переводе:
  - Путешествие в Лужицы весной 1839, «Денница», Варшава, 1842, ч. 1, № 1 — 2;
  - Славянство и мир будущего…, 2 изд., СПБ, 1909 (Биографич. очерк);
  - [Стихи], в кн.: Поэзия западных и южных славян, Л., 1955.
  - Лекции по истории. Пер. М. И. Леньшиной // Антология чешской и словацкой философии. М.: Мысль, 1982. Стр. 290—299.

## Память
- В 1994 году учреждена государственная награда Словакии — Орден Людовита Штура.